# Chris Irwin

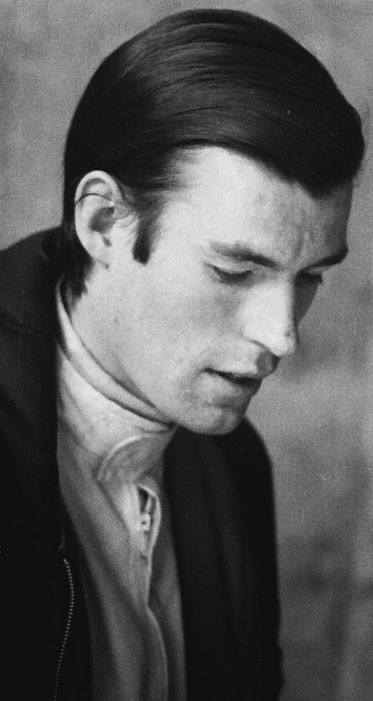
Chris Irwin

Chris Irwin (Wandsworth, Londen, 27 juni 1942) is een voormalige Britse Formule 1-coureur. 

## Loopbaan
Irwin nam tussen 1966 en 1967 voor de teams Brabham en Reg Parnell Racing deel aan tien Grands Prix, waarbij hij twee WK-punten scoorde.